# Formido

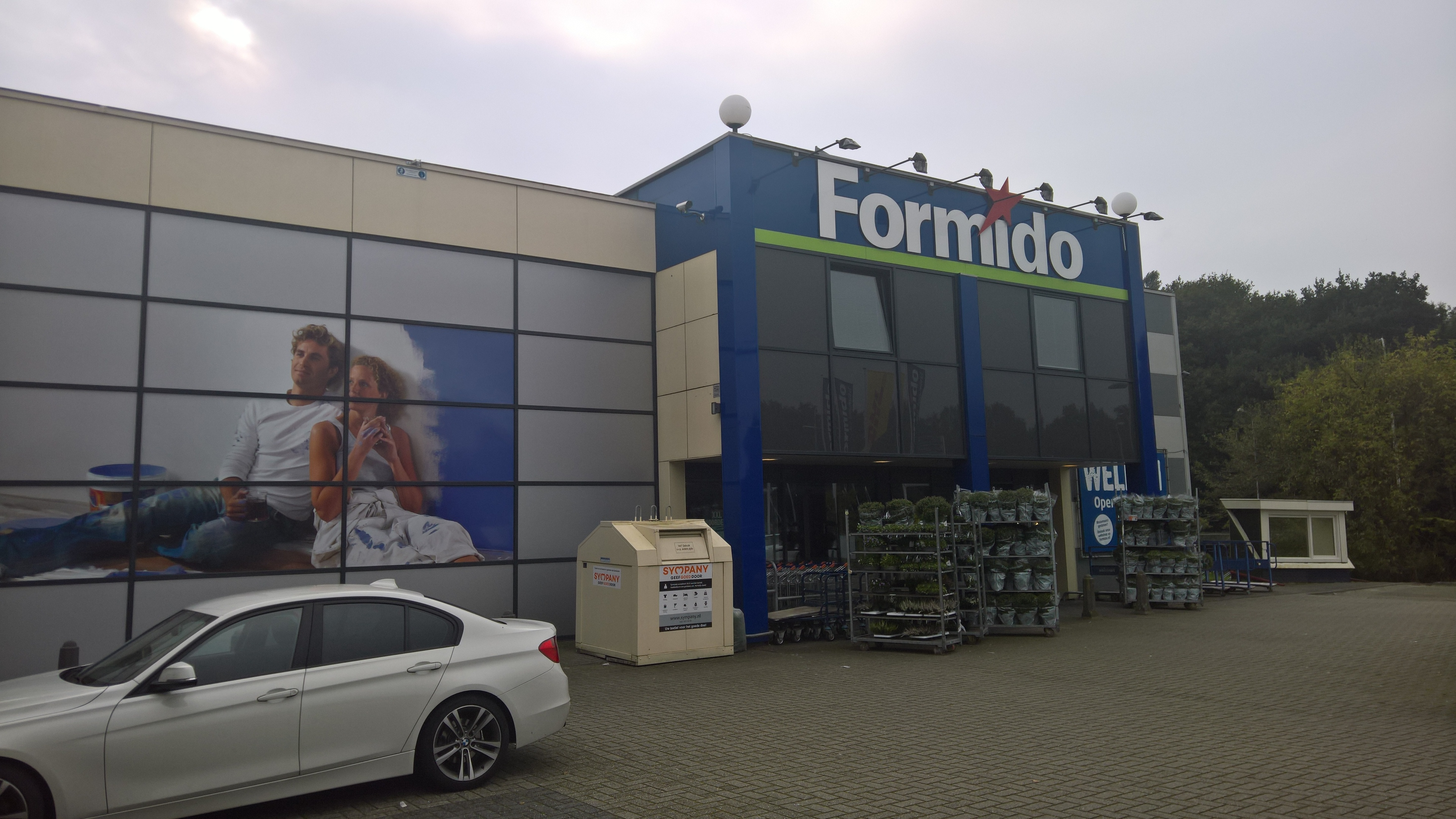
Een Formido-vestiging

Formido bouwmarkten B.V. was een Nederlandse bouwmarktenorganisatie. Formido opende in 1976 haar eerste bouwmarkt in Waddinxveen. Medio 2010 telde Formido 84 vestigingen, waarvan 15 in eigen beheer.
De overige vestigingen waren in handen van particuliere ondernemers, zogenaamde franchisers. De bouwmarkten lagen verspreid over Nederland en waren voornamelijk te vinden in stedelijke randgebieden of dorpen. Naast het traditionele doe-het-zelfassortiment werden ook artikelen voor woninginrichting verkocht.
Formido maakte samen met Praxis en het Belgische Brico deel uit van Maxeda. De Formido- en Praxis-ketens maakten oorspronkelijk deel uit van Vendex KBB.
In september 2017 maakte Maxeda bekend te stoppen met de formule Formido, de meeste vestigingen gingen verder als Praxis-vestiging. Op 6 december 2019 sloot de laatste vestiging, in Leeuwarden.